# クマロク!
『クマロク!』は、NHK熊本放送局が平日の夕方に放送している『NHKニュース』の熊本県向けのニュース情報番組。
本項目では、関連番組として放送される『クマロク!645』についても記述する。

## 概要
『ひのくにYOU』（2007年3月30日終了）の後継の夕方ニュース番組として2007年4月2日にスタートした。当初謳われたキャッチコピーは『“くまもとの6時は、「クマロク!」で!”』。
この番組では水俣病問題について取材を続けているほか、スポーツコーナーは地元のJリーグ・ロアッソ熊本を中心に追いかけている。
2012年度の『ネットワーク九州沖縄』（18:33 - 18:45）については18:40からの生中継部分のみ参加し、その枠が録画となった場合は完全自主編成となることがある。
2013年4月からは、放送開始時刻が18:20に繰り下がり、放送時間は40分となった。
2014年4月からは、男性アンカーに県内出身で過去にアンカーの代理出演経験がある田中秀喜が新たに加わり、新井隆太と2週間交替で出演している。また月曜のスポーツコーナー「クマロク!スポーツ」のキャスターに同年度より熊本局のキャスターとなった齊藤遙陽を、金曜の「お天気研究所」は、福澤好章に代わり、松永貢を新たに起用した。
2013年度から男性アンカーを務めてきた新井隆太が2015年3月27日放送を最後に番組を卒業。代わって2015年度より男性アンカーに佐藤克樹、女性アンカーに竹内里奈が新たに加わった。また放送開始時刻が18:10に繰り上がった。
2022年度から土曜・日曜・祝日18:45 - 18:59にも当番組のタイトルを冠した『クマロク!645』が放送されている。
2023年度からオープニングとロゴマークを一新している。
2023年5月15日より、NHKプラスの「ご当地プラス（九州・沖縄エリア）」において見逃し配信を開始した。

## 放送時間
- 2007年4月2日 - 2013年3月29日 平日 18:10 - 19:00
- 2013年4月1日 - 2015年3月27日 平日 18:20 - 19:00
- 2015年3月30日 - 現在 平日 18:10 - 19:00 
  - 祝日・年末年始・オリンピック開催期間中の特別編成時は休止で、18:45（年末年始は18:50）からオリンピック期間中は『クマロク!645』を[注 2]、祝日・春の大型連休期間・年末年始は拠点の福岡放送局から『ニュース・気象情報（九州・沖縄）』をそれぞれ放送。
  - 2017年12月25日から28日までと2018年5月1日・2日と同年8月13日から17日までと同年12月25日から28日と2019年1月4日と同年8月13日から16日までと2020年8月11日から14日と同年12月28日、2021年8月10日から13日、12月27日・28日、2022年5月2日・6日、8月15日から19日、12月26日から28日は平日ではあったが、本番組が休止になるため、18:45 - 19:00に『ニュース645くまもと』を放送（ただし、2019年1月4日・2020年12月28日は年末年始特別編成のため熊本からの放送が休止され、福岡からの「九州・沖縄のニュース・気象情報」が放送された）。2023年の大型連休の5月1日・2日は平日ではあったが、本番組を休止し、代替として、18:45 - 18:59に『クマロク!645』を放送[注 3]。2023年のお盆休みの8月14日 - 18日は平日ではあったが、本番組を休止し、代替として、18:50 - 19:00に『ニュース・気象情報（熊本）』を放送[注 4]。2023年の年末年始の12月27日 - 28日・2024年1月4日 - 5日は平日ではあったが、本番組を休止し、代替として、18:45 - 18:59に『クマロク!645』を放送。2024年の大型連休の4月30日・5月1日・2日は平日ではあったが、本番組を休止し、代替として、18:45 - 18:59に『クマロク!645』を放送。

## 出演者

### アンカー・スポーツ・気象予報士
| 期間 | 期間       | アンカー              | アンカー              | アンカー                       | スポーツ            | 気象予報士  | 気象予報士 |
| 期間 | 期間       | 男性                  | 男性                  | 女性（リポート兼任・隔週出演） | スポーツ            | 気象予報士  | 気象予報士 |
| 期間 | 期間       | 月曜・火曜            | 水曜 - 金曜           | 女性（リポート兼任・隔週出演） | スポーツ            | 月曜 - 木曜 | 金曜       |
| --- | ---------- | --------------------- | --------------------- | ------------------------------ | ------------------- | ----------- | ---------- |
| 2007.4.2 | 2008.3.28  | 富永禎彦              | 富永禎彦              | 三浦槇2 大倉美智子2            | （不在）            | （不在）    | 斉田季実治 |
| 2008.3.31 | 2009.3.27  | 富永禎彦              | 富永禎彦              | 大倉美智子2 伊藤かほり1・2     | 猪原智紀            | （不在）    | 斉田季実治 |
| 2009.3.30 | 2010.3.26  | 有田雅明              | 有田雅明              | 伊藤かほり1・2 鳥井杏子1・2    | 猪原智紀 田所拓也   | （不在）    | 斉田季実治 |
| 2010.3.29 | 2011.4.1   | 有田雅明              | 有田雅明              | 伊藤かほり1・2 鳥井杏子1・2    | 田所拓也 池田伸子   | （不在）    | 福澤好章   |
| 2011.4.4 | 2012.3.30  | 有田雅明              | 有田雅明              | 渡辺舞2 岡田亜沙美3            | 田所拓也 池田伸子   | （不在）    | 福澤好章   |
| 2012.4.2 | 2012.7.27  | 有田雅明              | 有田雅明              | 渡辺舞2 岡田亜沙美3            | 田所拓也            | （不在）    | 福澤好章   |
| 2012.7.30 | 2012.12.28 | 田所拓也              | 田所拓也              | 渡辺舞2 岡田亜沙美3            | （アンカーが兼務）  | （不在）    | 福澤好章   |
| 2013.1.4 | 2013.3.29  | 田所拓也              | 田所拓也              | 岡田亜沙美3 山下智子           | （アンカーが兼務）  | （不在）    | 福澤好章   |
| 2013.4.1 | 2013.7.26  | 新井隆太              | 新井隆太              | 岡田亜沙美3 山下智子           | 田所拓也            | （不在）    | 福澤好章   |
| 2013.7.29 | 2014.3.28  | 新井隆太              | 新井隆太              | 岡田亜沙美3 山下智子           | （アンカーが兼務）  | （不在）    | 福澤好章   |
| 2014.3.31 | 2014.12.26 | 新井隆太4 田中秀喜4   | 新井隆太4 田中秀喜4   | 岡田亜沙美3 山下智子           | 齊藤遙陽            | （不在）    | 松永貢     |
| 2015.1.5 | 2015.3.27  | 新井隆太4 田中秀喜4   | 新井隆太4 田中秀喜4   | 岡田亜沙美2                    | 齊藤遙陽            | （不在）    | 松永貢     |
| 2015.3.30 | 2016.4.1   | 田中秀喜4 佐藤克樹4   | 田中秀喜4 佐藤克樹4   | 岡田亜沙美3 竹内里奈           | 齊藤遙陽            | （不在）    | 松永貢     |
| 2016.4.4 | 2017.3.31  | 佐藤克樹              | 佐藤克樹              | 竹内里奈                       | 齊藤遙陽            | （不在）    | 松永貢     |
| 2017.4.3 | 2017.12.29 | 佐藤克樹4 石井隆広4   | 佐藤克樹4 石井隆広4   | 竹内里奈 谷崎すずな2           | 齊藤遙陽 仲本奈鶴季 | （不在）    | 松永貢     |
| 2018.1.4 | 2018.3.30  | 佐藤克樹4 石井隆広4   | 佐藤克樹4 石井隆広4   | 谷崎すずな2 辻田桃子2          | 齊藤遙陽 仲本奈鶴季 | （不在）    | 松永貢     |
| 2018.4.2 | 2019.3.29  | 石井隆広4 池田達郎4   | 石井隆広4 池田達郎4   | 辻田桃子2 金子紗也2            | 仲本奈鶴季          | （不在）    | 松永貢     |
| 2019.4.1 | 2020.3.27  | 石井隆広4 池田達郎4   | 石井隆広4 池田達郎4   | 辻田桃子2 金子紗也2            | 新島麻生            | （不在）    | 松永貢     |
| 2020.3.30 | 2021.3.26  | 稲塚貴一              | 稲塚貴一              | 辻田桃子2 金子紗也2            | 新島麻生            | 松永貢      | 松永貢     |
| 2021.3.29 | 2022.4.1   | 稲塚貴一              | 稲塚貴一              | 辻田桃子2 金子紗也2            | 後藤佑太郎 法性亮太 | 松永貢      | 松永貢     |
| 2022.4.4 | 2023.3.31  | 稲塚貴一              | 稲塚貴一              | 辻田桃子 時川莉野              | 渡慶次秋穂          | 結城弘汰    | 結城弘汰   |
| 2023.4.3 | 2023.6.2   | 稲塚貴一              | 石井隆広              | 時川莉野 芹口いつみ            | 渡慶次秋穂          | 結城弘汰    | 結城弘汰   |
| 2023.6.5 | 2024.3.29  | 稲塚貴一              | 石井隆広5 後藤佑太郎5 | 時川莉野 芹口いつみ            | 渡慶次秋穂          | 結城弘汰    | 結城弘汰   |
| 2024.4.1 | 2025.3.28  | 石井隆広5 後藤佑太郎5 | 石井隆広5 後藤佑太郎5 | 芹口いつみ 赤塚安莉            | 時川莉野            | 結城弘汰    | 結城弘汰   |
| 2025.3.31 | 現在       | 石井隆広5 吉岡篤史5   | 石井隆広5 吉岡篤史5   | 芹口いつみ 赤塚安莉            | 時川莉野            | 結城弘汰    | 結城弘汰   |
| - 1 2010年度は伊藤がアンカー専任、鳥井がリポート専任。 - 2 「園村昌弘のイチオシ映画→シネマカフェ」を兼務。 - 3 非アンカー週の「アジア情報」を兼務。 - 4 2週間交代で出演。 - 5 隔週で出演。 |            |                       |                       |                                |                     |             |            |

### 代理出演経験者
- 新井秀和（2008年度 - 2012年7月。熊本局勤務時にキャスターの代理。）
- 柴田徹 （熊本局勤務時の2016年度に担当した。）
- 畠山衣美（2018年度 - 2019年度。熊本局勤務時の2019年8月26日 - 8月30日にキャスターの代理。ニュースウオッチ9に池田達郎がナレーション・ニュースリーダー代行、石井隆広がフィールドリポーター代行をしたため。）
- 米澤太郎（2019年度 - 2022年度。熊本局勤務時にキャスターの代理[注 24]。）
- 法性亮太（2020年度 - 2023年7月。熊本局勤務時の2020年8月31日 - 9月4日、稲塚の夏季休暇によるキャスターの代理。）
- 佐藤茉那（2020年度 - 2023年度。熊本局勤務時の2021年12月20日・21日、稲塚の不在によるキャスターの代理。2023年7月6日、後藤の不在によるキャスターの代理。2023年8月4日、後藤の夏季休暇によるキャスターの代理。2023年8月7日、稲塚の夏季休暇によるキャスターの代理。）

### 過去の出演者
- 高村麻衣（熊本局契約キャスター。隔週火曜放送の「園村昌弘のイチオシ映画」聞き手）
- 園村昌弘（映画評論家。火曜放送の「シネマカフェ」にコーナー出演）

## 主な定番コーナー
- クマロク!+→木曜特集

ニュースの特集企画。2014年度から放送開始。2023年度から毎週木曜に放送。
- いまほん・書籍ランキング→くまほん

県内の各図書館職員が、話題の本を紹介するコーナー。毎週月曜から月1回月曜に放送。
- クマロク!ビデオレター→熊（くま）tube

視聴者が撮影した県内各地の話題を動画で紹介するコーナー。原則隔週木曜に放送。
- 肥後狂句

2008年度から放送開始。熊本弁を使った楽しい肥後狂句を紹介するコーナー。不定期水曜と木曜の前後半に分けて放送。
- 田崎市場だより

熊本地方卸売市場（通称・田崎市場）の担当者が旬の野菜や果物、魚、花などの紹介や食べ方などを紹介するコーナー。不定期水曜に放送。
- 暮らしの園芸だより

不定期水曜に放送。
- 季節の花だより

不定期水曜に放送。
- クマロク!スポーツ→クマスポ

ロアッソ熊本、熊本ヴォルターズの試合の解説と結果を含めた県内のスポーツに関する話題を紹介するコーナー。原則毎週月曜に放送している。
- クマロク!お天気研究所

週末の天気を含め、気象に関する話題を紹介するコーナー。気象予報士の結城弘汰が出演する。毎週金曜に放送。
- 知っていた?みんなで言葉塾→キニナル!みんなでことば塾→よもやま研究所

2021年度から。プレゼンターの熊本局アナウンサーが学生服姿（2025年度より研究服姿）で「そういう意味だったの?間違って覚えていた!」そんなことばの数々を一緒に学んでいくコーナー。隔週水曜に放送。
2023年5月10日放送（第40回「逆さことば」）で、メインキャスターの稲塚が初めてプレゼンターを担当した。
- 今日も完食!稲塚貴一のグルメ旅

2023年度からレギュラー化。メインキャスターの稲塚が県内各地を食べ歩き、地域や人の魅力に迫っていく企画。2023年度は隔週火曜に放送されていたが、2024年度からは随時放送となっている。初回放送日は2023年4月11日。
- GKタイムカプセル

2023年度から。熊本放送局が保管している県内の懐かしい映像をお届けするコーナー。原則隔週木曜に放送。
- 金曜ぴらっと中継

2023年度から。キャスターがスタジオを飛び出して県内各地の話題を現場から生リポート。原則毎週金曜に放送。初回放送日は2023年4月7日。

### かつて存在したコーナー
- アジア情報

風習や祭りなど、アジア地域にまつわる話題を紹介するコーナー。隔週火曜に放送され、アンカーの岡田がコーナーを兼務している。
- くまもとのこどもプロジェクト

子どもたちが主人公のミニドキュメント。2015年度から放送開始。原則金曜に放送された。
- 園村昌弘のイチオシ映画→シネマカフェ

映画評論家の園村昌弘が、映画館で近日公開予定またはNHK BSプレミアムで放送予定のおすすめの映画を紹介するコーナー。かつて隔週火曜に放送された。
- わがまち発見!

熊本県内にあるNHKの取材拠点から県内各地の話題を紹介するコーナー。2014年度から放送開始。原則水曜に放送された。

## マッスル天気
- 2017年4月3日から2022年4月1日までは派生ミニ番組として17:57 - 18:00に『ニュース シブ5時』を一旦飛び降りる形（2021年4月以降は金曜日のみ『ニュース きん5時』が終了した直後）で『気象予報士 松永貢のマッスル天気』→『マッスル天気NEO』を放送していた（大相撲・高校野球期間中などを除く、大雨・台風時は通常の気象情報）。これは、当時本番組の気象キャスターだった松永が自慢の筋肉を披露しながら筋トレの知識などを届けるという趣旨だった。2022年4月1日に松永が降板したため『マッスル天気』シリーズは終了、同月4日以降当該時間帯は福岡からの九州沖縄の気象情報のネット受けに切り替えられた。ちなみに、2023年4月からその17:57枠の九州沖縄向け気象情報が松永の進行による『気象情報（九州沖縄） 茶柱てんき』にリニューアルされ、熊本局でも同時ネットしているため熊本県内に限れば松永が当該枠に再登板した格好となった。

## クマロク!645
2022年度から土曜日・日曜日の18:45 - 18:59に放送されている本番組の週末版（2023年3月までは祝日にも放送されていた）。これまで福岡局発で九州・沖縄地方のニュース・気象情報を放送していた土曜日・日曜日の夕方ニュースを県域放送に切り替えて開始する。この枠が県域になるのは『ニュース645くまもと』以来4年ぶり。

### 放送時間
- 土曜日・日曜日：18:45 - 18:59（JST）
  - 春の大型連休期間・お盆・年末年始は休止し、18:45 - 18:59（年末年始は18:50 - 19:00）に拠点の福岡放送局から『ニュース・気象情報（九州・沖縄）』を同時ネットする。
  - 2023年度より、18:53 - 18:55の東京からの全国の気象情報はネットしていない[6]。

### キャスター
- 熊本局アナウンサー（持ち回り） - 土曜・日曜キャスター
  - 2023年度から2023年8月27日まで熊本局契約キャスターの辻田桃子[注 26]が土曜と日曜（祝日が月曜の場合）を担当した。また、月曜以外の祝日については、2022年度に引続き熊本局アナウンサーが交代で担当していたが、2023年9月2日より土曜と日曜も担当している。
  - 2022年度は、熊本局アナウンサーが交代で担当。
  - 2024年度下半期から熊本局契約キャスターの山本未来が担当することがある。